# Рябиновая улица (Москва)
Ряби́новая у́лица — крупная улица в Москве на территории Можайского района и района Очаково-Матвеевское Западного административного округа. Является главной в крупнейшей московской промзоне «Очаково», поэтому жилых домов на ней почти нет.

Церковь Спаса на Сетуни

## Расположение
Улица начинается от Можайского шоссе у его пересечения с Гвардейской улицей. Проходит в направлении с севера на юг через промзону «Очаково». Справа располагаются Кунцевское и Троекуровское кладбища, а также Троекуровский лес. На улице расположены многочисленные складские помещения и промышленные предприятия.
Справа примыкают Дорогобужская улица, 2-й Дорогобужский переулок, Вяземская улица; слева — Верейская улица, Проектируемый проезд № 1438; пересекает проспект Генерала Дорохова.
Возле Пищекомбината (у дома № 44) улица поворачивает и идёт параллельно железнодорожным путям Киевского направления Московской железной дороги в направлении с востока на запад. Улица заканчивается развязкой на пересечении с МКАД.
Нумерация домов начинается от Можайского шоссе.
На участке от Можайского шоссе до дома № 42 улица имеет по три полосы движения в каждую сторону. От дома № 42 до МКАД — по одной полосе.

## Происхождение названия
Первоначально улица носила название проектируемый проезд № 1436. Нынешнее название получила 17 июля 1963 года в связи с тем, что на ней высадили рябиновые деревья.

## История
История этой местности связана с сёлами Троекурово и Очаково, известными с 1572 и 1623 года, соответственно.
Также здесь располагалась усадьба Спасское-Манухино, при которой в 1674—1676 гг был построен Храм Спаса Нерукотворного Образа на Сетуни.
В конце XIX века, а особенно после постройки железной дороги, территория начинает застраиваться дачами.
В 1917 году в Троекурове построили кожевенный завод. Строительство завода стало началом промышленной застройки и превращения этих земель в промышленную зону. В 1932 году был построен Очаковский кирпичный завод. А после вступления территории в состав Москвы в 1960 году здесь начали строить обширную промзону, главной улицей которой и стала Рябиновая.

### Проект реконструкции 2007 года
В 2007 году появился проект нового оформления этой промышленной улицы:
На всем протяжении улица обретет единое оформление — автопарковки, остановки и даже заборы будут гармонично дополнять друг друга. Границы между паркингами и тротуарами обозначают столбиками. Автобусные павильоны облагородят и совместят с киосками и рекламоносителями. Вся уличная реклама тоже будет выполнена в едином стиле. Фасады зданий украсятся газосветными вывесками, а цветникам и клумбам придадут четкую геометрию и цветовую гамму.

## Здания и сооружения
По нечётной стороне:
- № 1

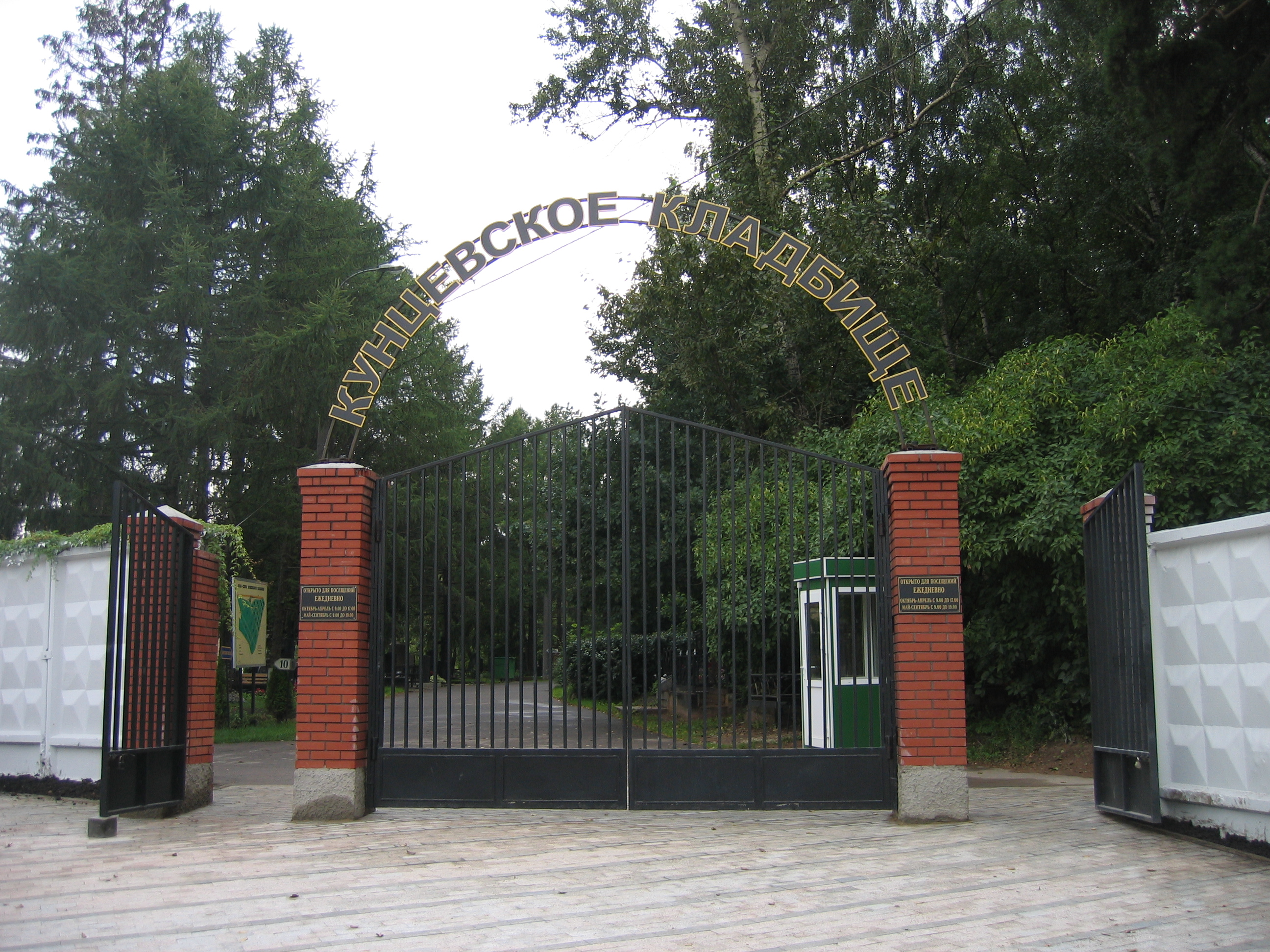
Ворота Кунцевского кладбища

- № 3к1, 3к2, 3к3, 3к4 — ЖК "КутузовГрад I"
- № 13 — Московская западная таможня (Сетуньский таможенный пост)
- № 21
- № 31 — АСК-Кимовец-М
- № 35 — районная тепловая станция (РТС) «Кунцево»
- № 39, 39к1 — 2-й оперативный полк полиции ГУВД по г. Москва
- № 39, 39к2 — Автохозяйство ГУВД города Москвы
- № 41 — Итальянские двери «Union»
- № 43, 43а, 43к1, 43к2, 43к4 — завод нетканых материалов «Термопол» (продукция «Холлофайбер», ОТЗ № 101)
- № 45, 45а, 45б, 45к2, 45к3, 45к4, 45с2 -
- № 47 — хладокомбинат № 14
- № 51 — Очаковский молочный завод
- № 55 — Овощная база
- № 53 — Московский межреспубликанский винодельческий завод
- № 55 — Нижегородский масло-жировой комбинат (московский филиал); представительства различных компаний
- № 59 — магазин «Метро»
- № 63 — реалбаза № 1 «Очаково»
- № 65 — ОАО «Моссахар»
- № 69 — ветеринарный центр Беладонна
- № 69стр1 — 1-й термометровый завод
- № 71 — штрафстоянка, куда привозят машины эвакуаторы

По чётной стороне:
- № 2/29 — панельная многоэтажка на пересечении с Можайским шоссе
- № 4, 6 , 8 — панельные многоэтажки
- № 8 кор. 2 — школа № 61
- № 12 — АЗС «Татнефть»
- Строительство пожарного депо № 4 на 8 машиномест.
- № 16 -
- № 18 — храм Спаса Нерукотворного Образа на Сетуни при Кунцевском кладбище
- влад. 20 — Кунцевское кладбище
- № 22 (со стр.) — Компания «Пик-Девелопмент»
- № 24 — траурный зал Троекуровского кладбища, бюро судебно-медицинской экспертизы № 12 (расположены в Троекуровском проезде)
- № 24ас — Церковь Николая Чудотворца в Троекурове. Построена в 1704 году. Редкий памятник церковной архитектуры Петровской эпохи в Москве. (расположена в Троекуровском проезде)
- № 28 — автокомбинат № 37
- № 30 стр. 1 — мелкооптовый склад
- № 32 — мясоперерабатывающий комбинат «Кампомос»; СУ-117 ЗАО
- № 36 (со стр.) — общежития квартирного типа для семей пограничников
- № 38 — в/ч 2009
- № 38 стр. 5 — Кондитерская фабрика «Виваль»
- № 40 — ОАО «Воздухотехника»
- № 42А — войсковая часть № 5126 ФСВНГ «Росгвардии»
- № 44 — Московский пиво-безалкогольный комбинат «Очаково», Московский комбинат шампанских вин (МКШВ)
- № 46А — склад, уничтожен в результате пожара в январе 2014 года[6].

## Транспорт

### Ближайшая станция метро
К концу улицы (у Очаковского путепровода)
- Озёрная ~ 1,14 км

### Железнодорожный транспорт
- Платформа «Рабочий Посёлок» Смоленского направления Московской железной дороги (ближе к началу улицы)
- Платформа «Мещерская» Киевского направления Московской железной дороги (ближе к концу улицы)

### Наземный транспорт
По улице проходят автобусы:
- 103: Яблоневый сад —  Аминьевская — Улица Генерала Дорохова — Рябиновая улица —  Славянский бульвар —  Минская —  Ломоносовский проспект —  Университет —  Новые Черёмушки — 23-й квартал Новых Черёмушек
- 104:  Филёвский парк —  Славянский бульвар — Рябиновая улица — Платформа Рабочий Посёлок
- 198: Матвеевское — Рябиновая улица —  Аминьевская — Платформа Сетунь — 66-й квартал Кунцева
- 275: 5-й микрорайон Солнцева — Рябиновая улица —  Кунцевская
- 554: Крылатское —  Крылатское — Рябиновая улица — Улица Федосьино
- 610: Улица Герасима Курина —  Кунцевская — Рябиновая улица —  Озёрная —  Юго-Западная
- 612: Кастанаевская улица —  Кунцевская — Рябиновая улица — Троекуровское кладбище (только к Троекуровскому кладбищу, до Троекуровского проезда)
- 622:  Озёрная — Рябиновая улица —  Славянский бульвар (от Верейской улицы до Никулинской улицы)
- 732: Крылатское —  Крылатское —  Молодёжная —  Рябиновая улица —  Давыдково —  Славянский бульвар
- 733: Крылатское —  Кунцевская — Рябиновая улица — Аминьево (только в направлении Крылатского)
- 807:  Озёрная — Рябиновая улица — Аминьево — Станция Очаково (только от улицы Генерала Дорохова)
- 912: Проезд Карамзина —  Ясенево —  Тёплый Стан — Платформа Мещерская — Рябиновая улица — Улица Генерала Дорохова (от Верейской улицы до МКАД)

103, 104, 198, 732, 733 следуют по улице на участке между Можайским шоссе и Верейской улицей.
275, 554 следуют по всей улице.